# Bon Ton
Bon Ton es una cadena de agencias de acompañantes de lujo de Nueva Zelanda. Inicialmente operaba con dos agencias de acompañantes: una en Wellington, la capital, y otra en Auckland, la ciudad más grande del país. Ahora opera en Queenstown. Bon Ton es un término francés que significa "buen gusto". La propietaria de la agencia de acompañantes de lujo es Jennifer Souness, una antigua modelo que desfiló para varias marcas de moda europeas.
En un reportaje sobre la prostitución en Nueva Zelanda, la BBC describió Bon Ton como "un escaparate ideal para la liberalización al estilo neozelandés". La agencia de acompañantes se caracteriza por sus habitaciones de calidad, parecidas a suites de lujo, y una oficina mantenida con profesionalidad. Louise Jolliffe, que escribe en The Wellington Guide, afirma que Bon Ton se parece más a "un alojamiento de lujo que a un burdel".
Todas las mujeres que trabajan en Bon Ton tienen otras ocupaciones y ejercen la prostitución a tiempo parcial. Durante las pruebas de empleo, se pregunta a las aspirantes si les gusta el sexo. El propietario de la agencia de acompañantes, Souness, afirma que a estas mujeres les gusta su trabajo. Según BBC, las acompañantes que trabajan en Bon Ton dicen que el ambiente de trabajo les parece respetuoso.
Bon Ton se autodenomina "una agencia boutique para una clientela selecta" y afirma que pretende "ofrecer un refugio discreto y de buen gusto para que los caballeros disfruten de las atenciones de mujeres elegantes, bien arregladas e inteligentes". La página web de la agencia de acompañantes hace llamadas de invitación a clientes potenciales para que entren en lo que se describe como un "oasis seguro y secreto donde el mundo exterior se desvanece".
El sitio web de Bon Ton publica biografías de sus prostitutas -a las que se refieren como "cortesanas"- que incluyen su edad y la medida de su sujetador. De acuerdo con la Ley de Reforma de la Prostitución de 2003, Bon Ton aplica una política de sexo seguro que obliga a los clientes a llevar preservativo.
Dos miembros del Women's Institute (WI), con sede en el Reino Unido, que visitaron varios burdeles de todo el mundo para comprobar su calidad y aparecieron en un documental de la BBC titulado The WI And The Search For The Perfect Brothel, votaron a Bon Ton como el mejor del mundo.